# Epidèmia de xarampió de Samoa del 2019
L'epidèmia de xarampió de Samoa del 2019 començar el setembre del 2019. El 6 de gener de 2020 hi havia més de 5.700 casos de xarampió i 83 morts, sobre una població de Samoa de 200.874. Més del 3% de la població estava infectada. La causa del brot es va atribuir a la disminució de les taxes de vacunació, passant del 74% el 2017 al 31-34% el 2018, tot i que les illes properes tenien taxes properes al 99%.
Es va declarar l'estat d'excepció el 17 de novembre, ordenant el tancament de totes les escoles, mantenint els menors de 17 anys allunyats dels actes públics i la vacunació va esdevenir obligatòria. El 2 de desembre de 2019, el govern va imposar un toc de queda i va cancel·lar totes les celebracions i reunions públiques de Nadal. A totes les famílies no vacunades se'ls va ordenar que exhibissin una bandera o un drap vermell davant de casa per avisar els altres i ajudar en els esforços de vacunació en massa. Algunes famílies van afegir missatges com "Ajuda!" o "Vull viure!".
Els dies 5 i 6 de desembre, el govern va tancar-ho tot per portar als funcionaris a la campanya de vacunació. Aquest toc de queda va ser aixecat el 7 de desembre, quan el govern estimava que el programa de vacunació havia arribat al 90% de la població. El 14 de desembre, l'estat d'emergència es va ampliar fins al 29 de desembre.
Finalment, a partir del 22 de desembre, s'estimava que el 94% de la població susceptible de ser infectada havia estat vacunada.